# Museo de Arte Moderno de Fort Worth
El Museo de Arte Moderno de Fort Worth (ampliamente conocido como The Modern) es un museo de arte posterior a la Segunda Guerra Mundial en la ciudad de Fort Worth, en el estado de Texas (Estados Unidos). Cuenta con una colección de arte moderno y contemporáneo internacional. Fundado en 1892, The Modern está ubicado en el distrito cultural de la ciudad en un edificio diseñado por el arquitecto Tadao Ando que se abrió al público en 2002. Alberga unas de 2600 obras importantes de arte internacional.

## Historia
The Modern recibió por primera vez una Carta del Estado de Texas en 1892 como la «Biblioteca Pública y Galería de Arte de Fort Worth», evolucionando a través de varios cambios de nombre y diferentes instalaciones en la ciudad de Fort Worth. El museo tenía por misión «recopilar, presentar e interpretar los desarrollos internacionales en el arte posterior a la Segunda Guerra Mundial en todos los medios»".

## Arquitectura
El edificio actual del museo fue diseñado por el arquitecto japonés Tadao Ando y se abrió al público el sábado 14 de diciembre de 2002. Michael Auping (curador jefe del museo de 1993 a 2017) trabajó en estrecha colaboración con Ando durante el proceso de diseño de cinco años para garantizar que los espacios interiores también satisficieran las necesidades de exposición de los curadores y artistas. Construido solo con hormigón, acero, aluminio, vidrio y granito, el edificio museo se refleja en el estanque que lo circunda.
El edificio cuenta con cinco largos pabellones dispuestos en un estanque reflectante y ofrece 4923 m² de galerías para exposiciones. A su vez, cinco columnas en forma de «Y» de 12 m de altura sostienen las losas del techo y se han convertido en su símbolo. En 2019, el edificio fue seleccionado como el edificio mejor diseñado en Texas por Architectural Digest. El edificio de Ando está ubicado dentro del Distrito Cultural de la ciudad, sede del adyacente Museo de Arte Kimbell de Louis Kahn y del Museo Amon Carter, de Philip Johnson.

## Colecciones
The Modern mantiene una de las colecciones más importantes de arte moderno y contemporáneo internacional en el centro de los Estados Unidos. La mayoría de las obras de la colección están fechadas entre 1945 y el presente. Se representan varios movimientos, temas y estilos, incluido el expresionismo abstracto, la pintura de campo de color , el arte pop y el minimalismo, así como aspectos de la pintura de nuevas imágenes de la década de 1970 y más allá, desarrollos recientes en la abstracción y escultura figurativa, y movimientos contemporáneos en fotografía, video e imágenes digitales.
Alberga más de 2600 obras importantes de arte internacional moderno y contemporáneo en sus 4923 m²de espacio de galería. Tiene obras de Pablo Picasso, Philip Guston, Anselm Kiefer, Robert Motherwell, Susan Rothenberg, Jackson Pollock, Gerhard Richter, Richard Serra, Andres Serrano, Cindy Sherman y Andy Warhol.
The Modern ha aumentado su colección con adquisiciones de importantes obras de artistas estadounidenses e internacionales contemporáneos clave, como Lorna Simpson, la artista nacida en Nigeria Njideka Akunyili Crosby, el artista conceptual mexicano Mario García Torres, el artista nacido en Irán Kamrooz Aram y el escultor alemán y fotógrafo Thomas Demand.

## Galería

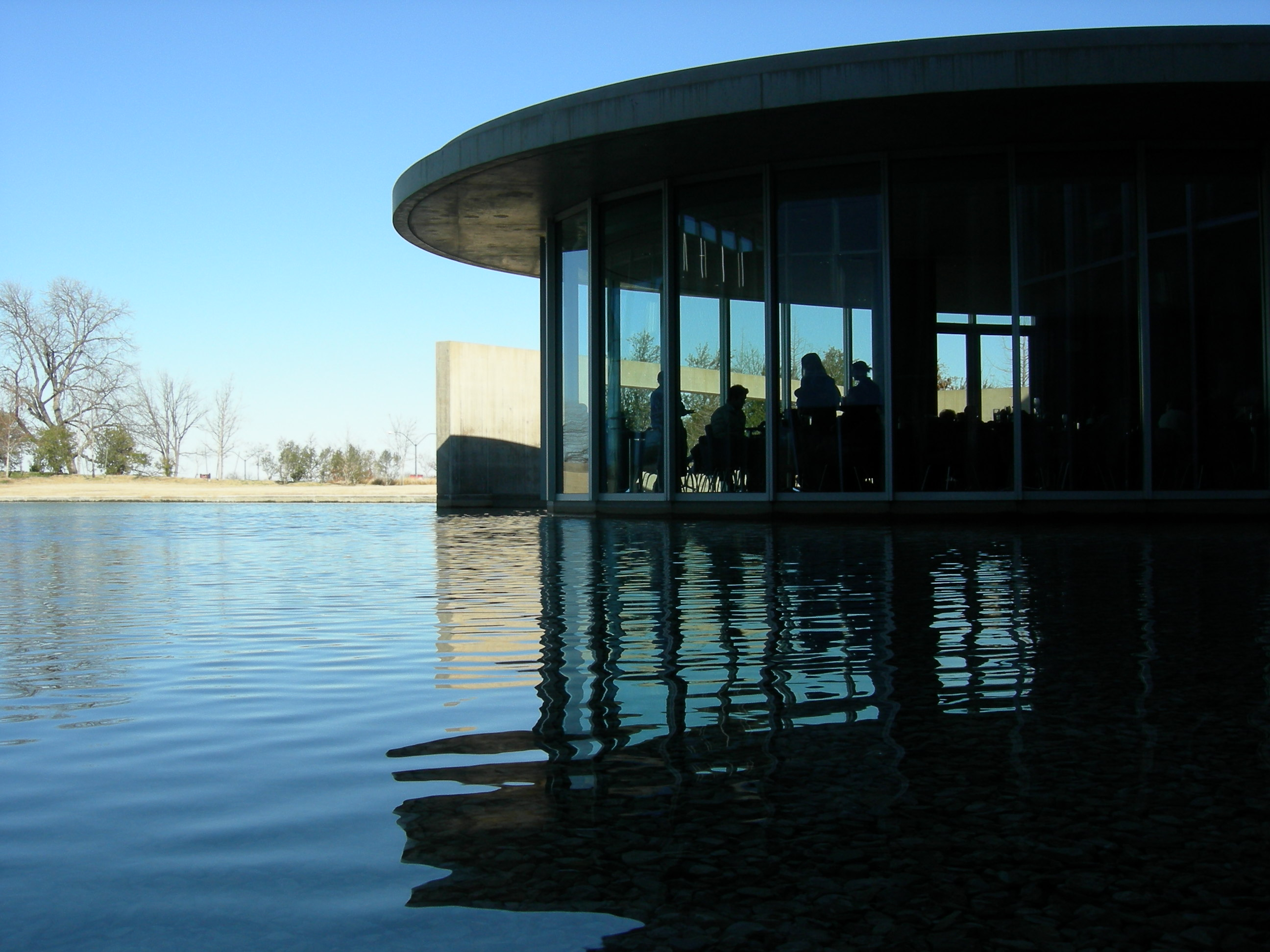
Restaurante
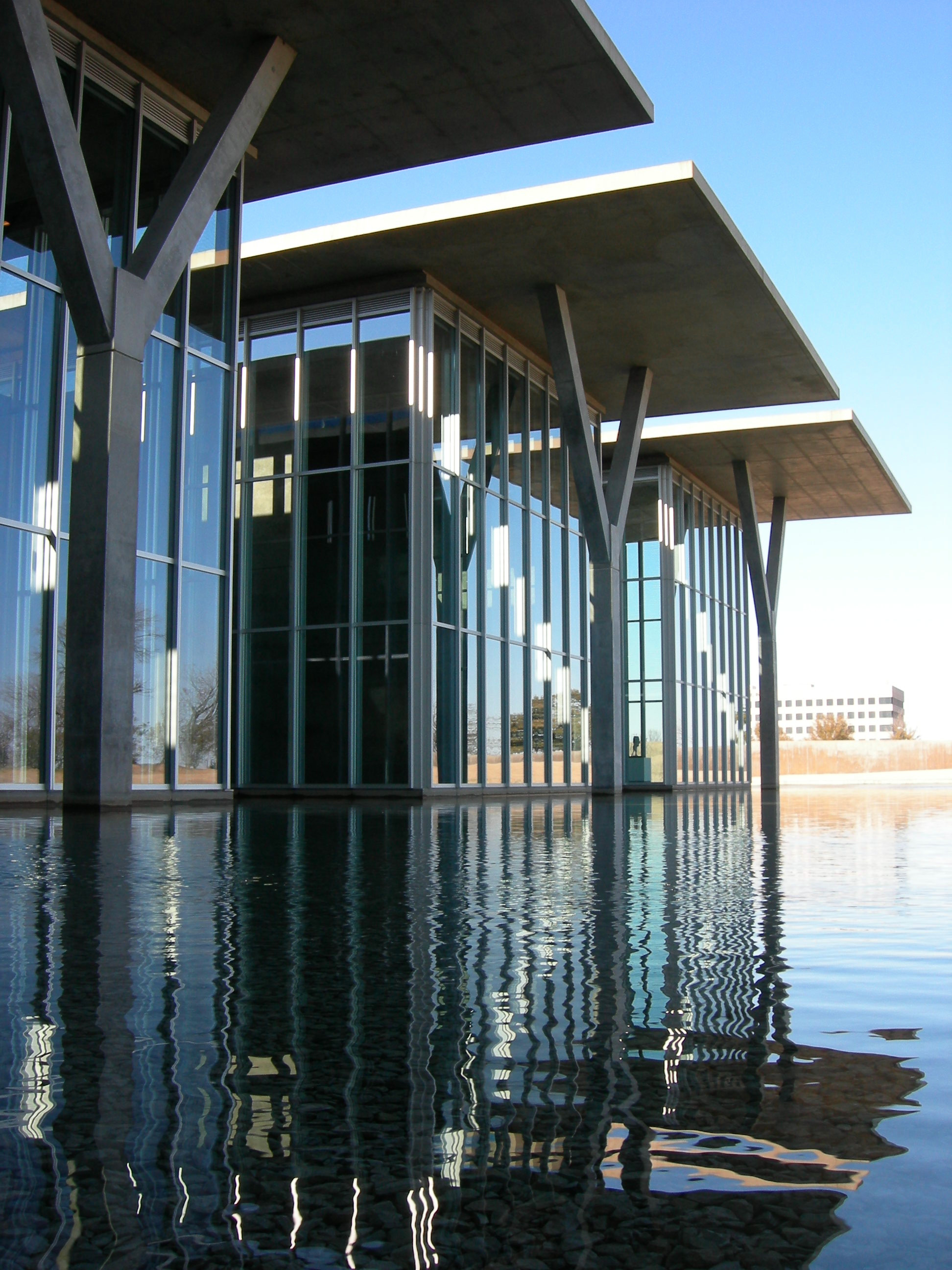
Galerías
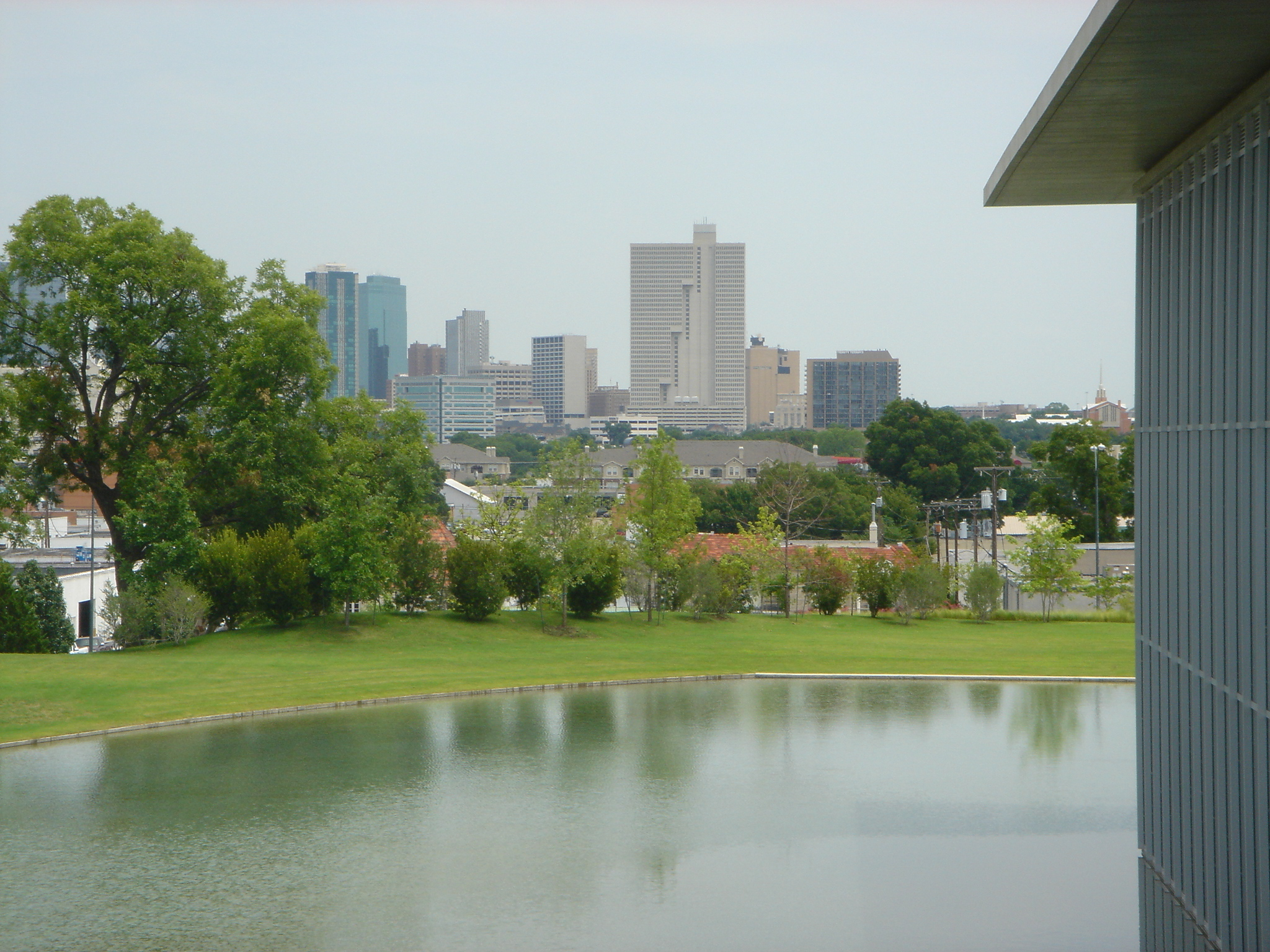
Vista desde el museo hacia el centro de Fort Worth.
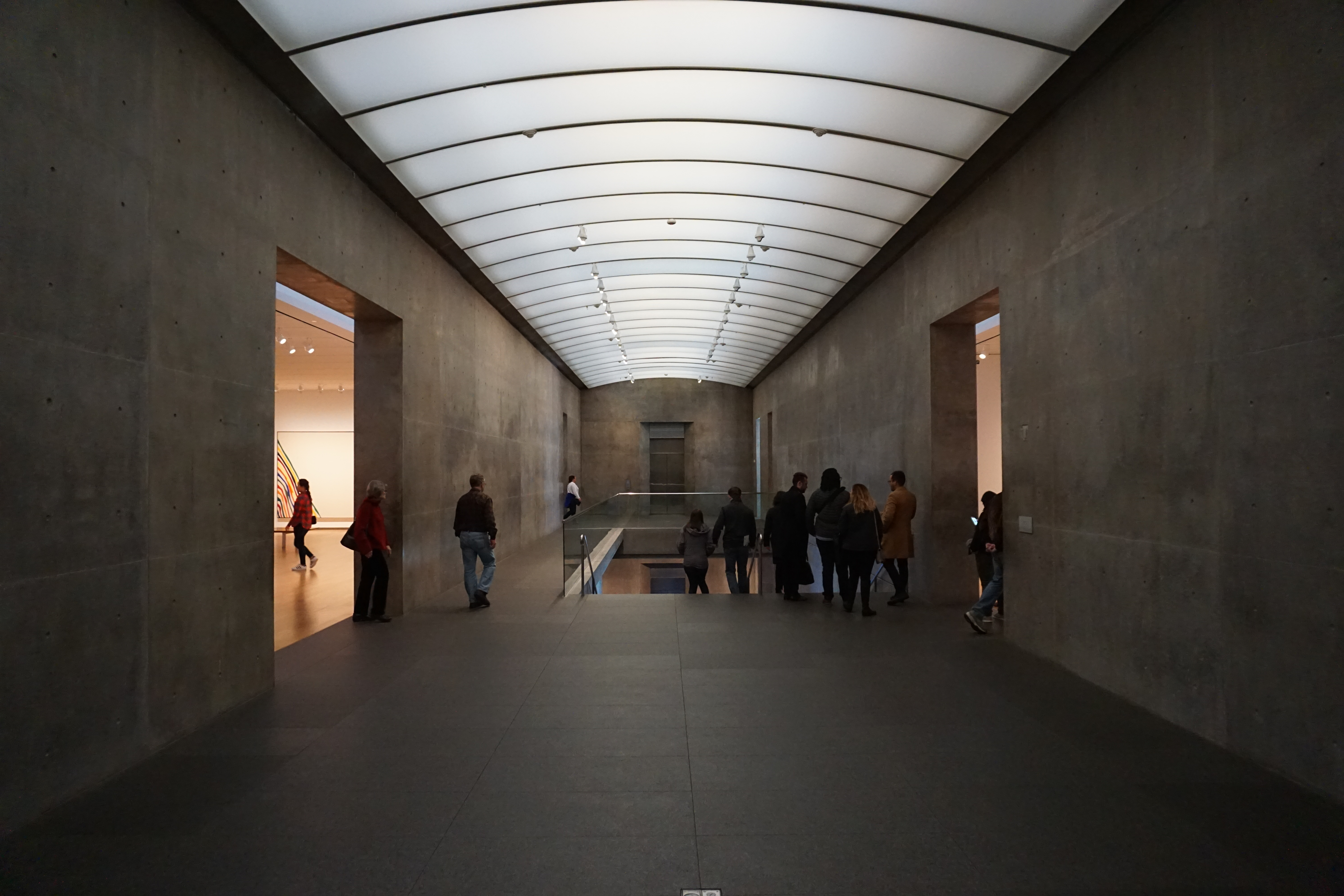
Interior
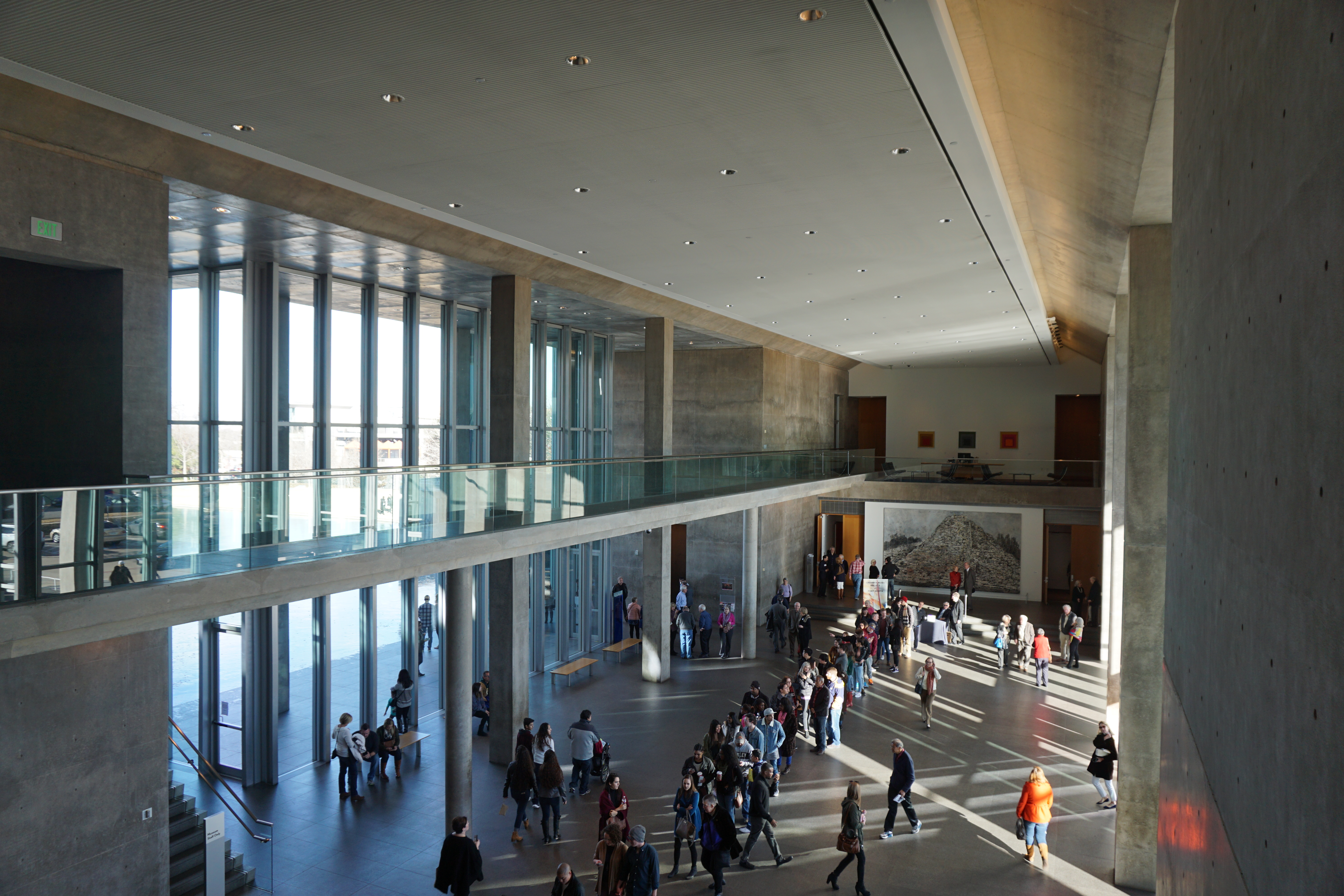
Interior